# Гого Киров
Гого Киров е български революционер, деец на Вътрешната македоно-одринска революционна организация.

## Биография
Киров е роден в кукушкото село Мутулово, тогава в Османската империя, днес Метаксохори, Гърция. Става войвода на малка чета в родния си край. По-късно става подвойвода на Иванчо Карасулията. С него участва в пленяването на Туран бей в 1899 година. Участва в Илинденско-Преображенското въстание през лятото на 1903 година. Загива с цялата чета на Иванчо Карасулията в сражение в местността Джарлов рид край изчезналото днес мъгленско село Лесково.